# Montifringilla blanfordi
Montifringilla blanfordi là một loài chim trong họ Passeridae.